# Katonai egészségügy

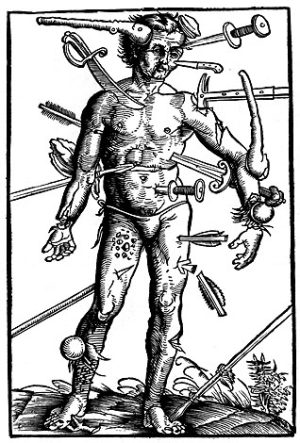
Harci sebesülések ábrázolása, 1517-es orvosi kézikönyv

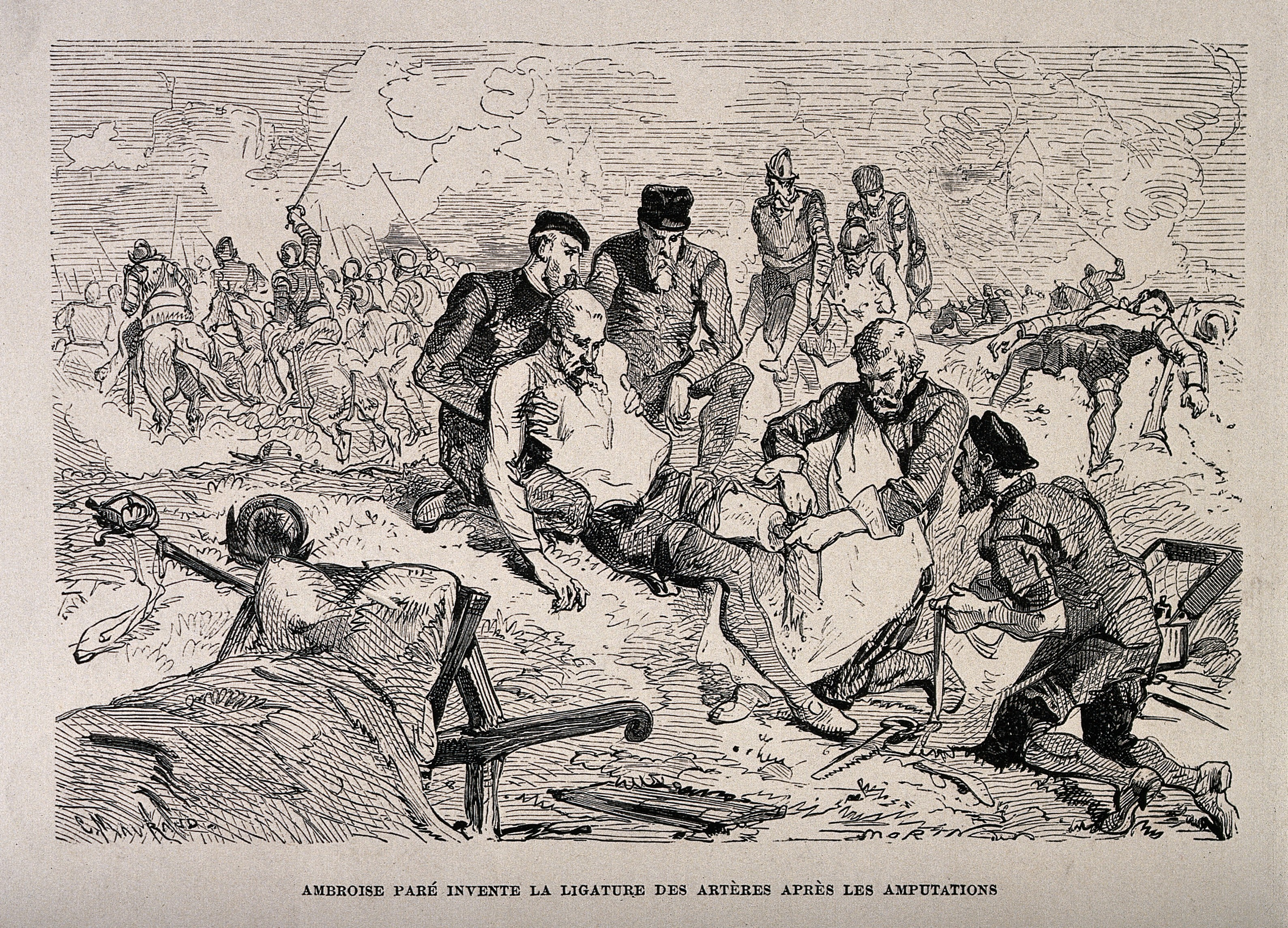
Ambroise Paré, „a katonai egészségügy atyja” műtét közben

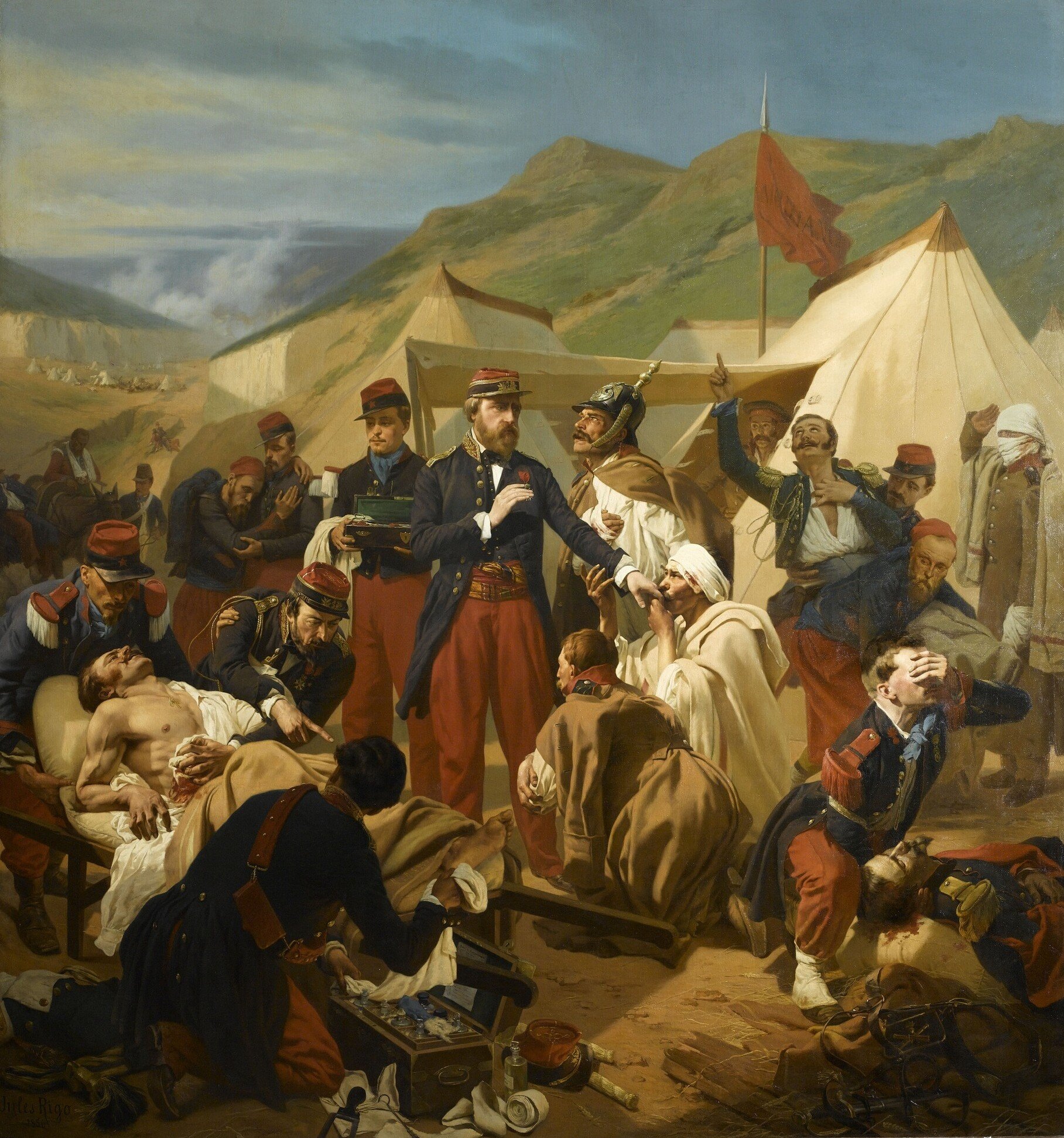
Francia frontsebészek ellenséges katonákat látnak el a krími háborúban

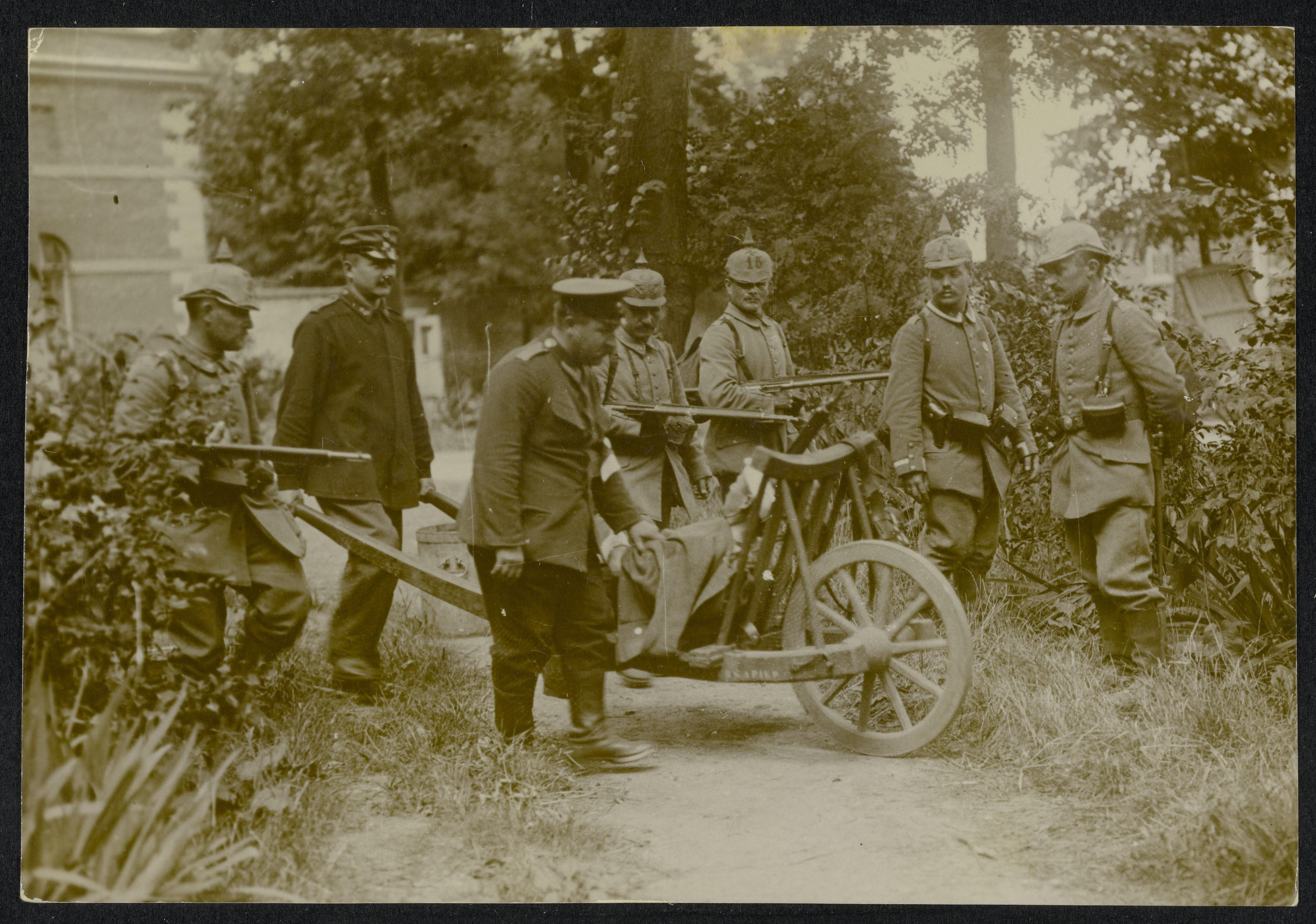
Sebesültek mozgatása az első világháborúban

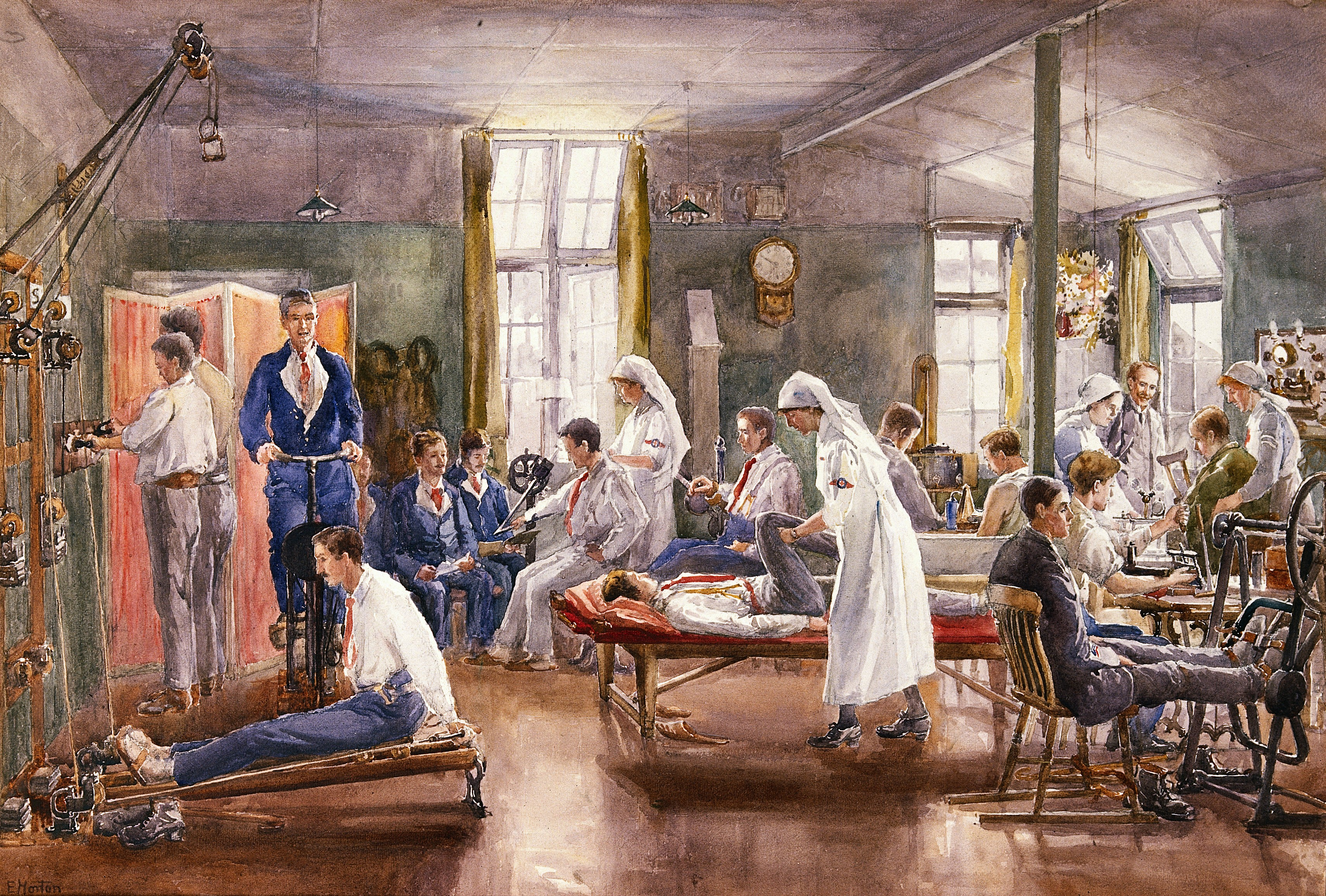
Fizikoterápia hadikórházban az első világháború idején Bath városában, vízfestmény

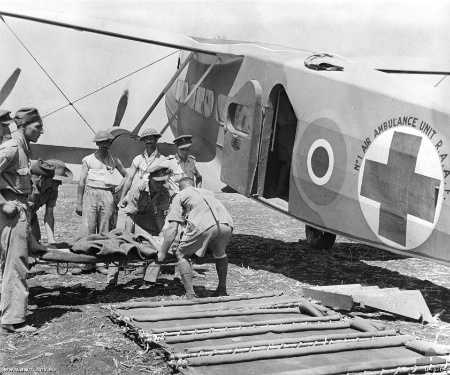
Légi mentés 1943-ban, Royal Australian Air Force

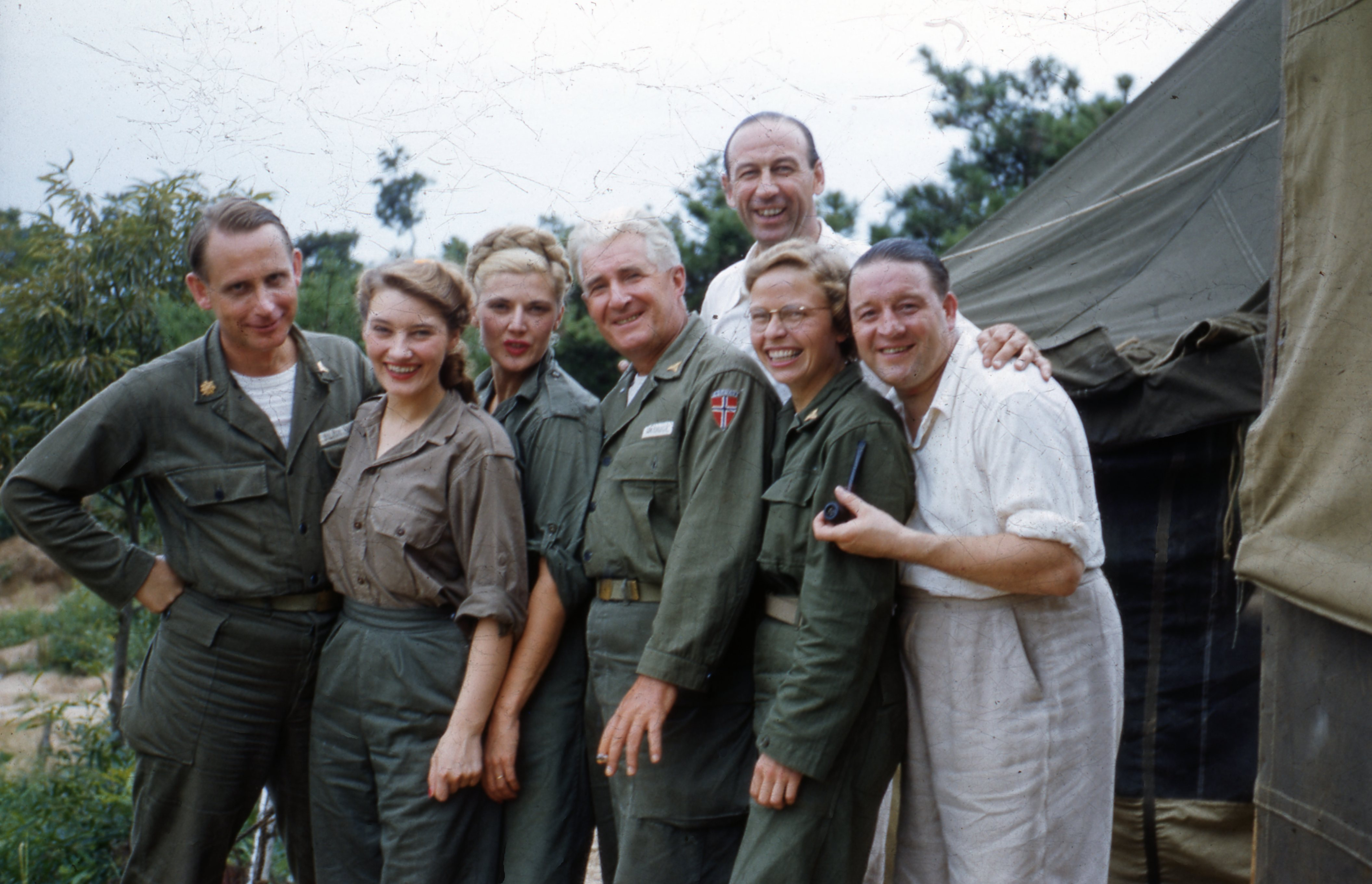
Norvég katonai orvosi személyzet a koreai háborúban (Mobile Army Surgical Hospital, MASH)

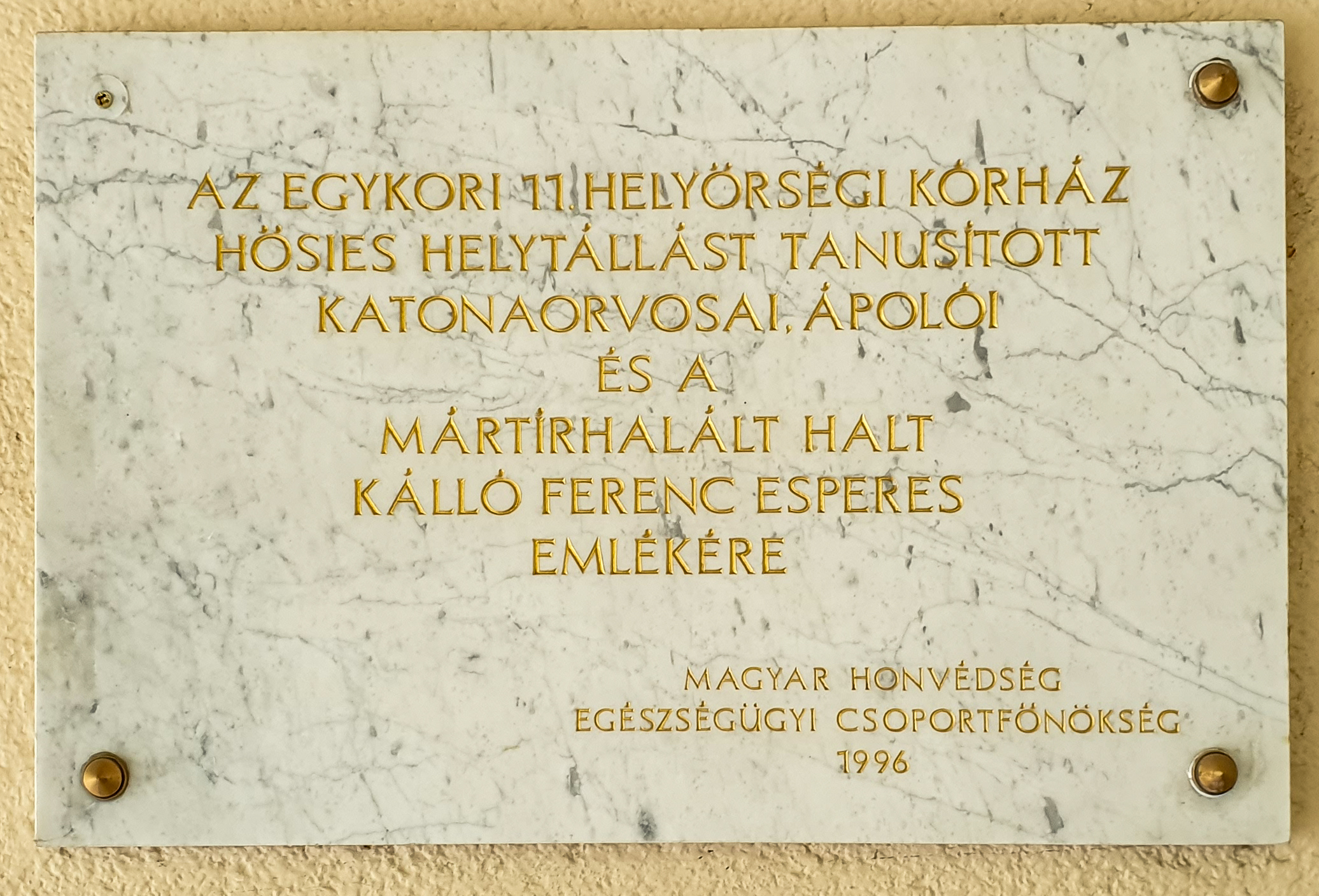
Emléktábla az egykori Tisztikórház épületén (Bp., Királyhágó utca)

A katonai egészségügy a fegyveres erők és testületek személyzetének ellátásával foglalkozó egészségügyi ágazat, katonai szektorban előforduló betegségek és sérülések megelőzésével, felderítésével és kezelésével foglalkozó szakterület. Az általános humán gyógyászat elvein és módszerein alapul, különös tekintettel a katonai szempontokra. Ide tartozik a háborús sebészet, az égési sérülések ellátása, a belgyógyászat és az ortopédia, de a toxikológia, mikrobiológia és higiénia is, valamint a sugárvédelem a nukleáris medicinából és a gyógyszerészet speciális vonatkozásai.

## A katonai egészségügy jelentősége
A katonai egészségügy jelentősége messze túllép a harctéri sebek ellátásán. A 19. század végéig minden nagy történelmi fegyveres konfliktusban a betegségekben elhunytak száma meghaladta a sebesülési veszteségeket, a katonaorvosoknak tehát sokrétű feladataik voltak. Az amerikai polgárháborúban (1860–65) például kétszer annyian haltak meg betegségekben, mint sebesülés által. A krími háború alatt 16 000 brit katona halt meg betegségekben, és csak 2600 vesztette életét a csatában. A porosz–francia háborút (1870–71) tekintik az elsőnek, ahol a betegségek okozta halál aránya (a porosz haderőben 1,82%) kisebb lett a harctéri veszteségeknél (3,47%).
A katonaorvosok tapasztalatai, tudása, a háborúk során kidolgozott egészségügyi módszerek és eljárások, különösen az elsősegély terén, a járványok, tömegbalesetek esetében alkalmazandó triázs, valamint a felfedezett új gyógyszerek kedvező hatást gyakoroltak a polgári egészségügy fejlődésére is.

## Története
Katonaorvosok már az ókori Róma csapatai mellett is dolgoztak, egyes időszakokban minden 5-6 római légióra kórházat is telepítettek.
Az orvosi szolgálat kezdetei a nyugat-európai csapatoknál a 15. század végére nyúlnak vissza, amikor a reguláris hadseregek felálltak. Már a 16. század közepén a spanyol gyalogosok minden ezrede kapott egy főállású orvost és sebészt; Spanyolországban különféle típusú katonai egészségügyi intézmények is létesültek, amelyek azután mintául szolgáltak más európai hadseregek számára (helyi és katonai kórházak, katonai osztályok a polgári kórházakban). Addig Franciaországban és a Habsburg Birodalomban katonaorvosok általában csak a főparancsnokok kíséretében voltak; maguknak a csapatoknak egyszerű sebészekre vagy borbélyokra kellett hagyatkozniuk. A 16. században kezdték megszervezni a katonaorvosi egységeket a hadseregekben, amelyeket a katonai főorvos (leginkább a királyi orvos) irányított. A 17. században már ezredkórházakat is létrehoztak.
Az orosz hadseregben 1616-ban már ezredorvosokat is működtek, a katonai vezetők pedig meghatározott összegeket különítettek el az orvosi költségekre. I. Péter orosz cár meghatározta a katonai egészségügyi szolgálat felépítését: minden hadosztályhoz járt egy orvos és egy törzsorvos, minden ezred egy tábori orvost, minden század egy elsősegélynyújtó borbélyt kapott.
A napóleoni háborúk során a francia hadseregben Pierre-François Percy és Dominique-Jean Larrey könnyű szekereken gyorsan mozgó fejlett sebészeti egységeket hoztak létre. Sebészeik követték a csapatokat a front mögé, és azonnal ellátták a sebesülteket. A súlyos sebesülteket a közelben kihelyezett előretolt pontokra szállították, ahol vezető sebészek operálták meg őket (főleg lőtt törés miatt amputálták végtagjaikat). Az operált sebesülteket ideiglenes kórházakba, majd nagy kórházakba szállították.
A hadiorvoslás fejlődésében nagy szerepet játszott Nyikolaj Ivanovics Pirogov, aki a krími háború idején megfogalmazta a sebesültek osztályozása, az orvosi triázs alapelveit:
5 csoportra osztották őket:
1. kilátástalanok, akik csak gondoskodásra és vigaszra szorulnak;
2. azonnali segítségre szoruló sebesültek;
3. sürgős ellátást igénylő sebesültek;
4. sebesültek, akiknek sebészeti ellátásra van szükségük a későbbi szállításhoz;
5. enyhe sebesültek, csak kötözésre vagy egy felületesen ülő golyó eltávolítására van szükségük – a szolgálatba való visszatéréssel.

Ez az osztályozás lehetővé tette a katonaorvosok erőinek racionálisabb elosztását, felhasználását.
Az első világháború idején kezdték a terepen alkalmazni a vérátömlesztést, valamint a röntgent a golyók és repeszdarabok kimutatására. Megkezdődött a szakorvosi ellátás (szemészeti osztályok, osztályok és kórházak különböző típusú sebek kezelésére). A fertőző betegségek terjedését megakadályozó intézkedések, köztük a tetanusz és a tífusz elleni védőoltások jelentősen korlátozták a katonák körében a fertőzések terjedését.
A második világháború idején már használtak antibiotikumokat, például penicillint, művelték a plasztikai sebészetet, az arcok rekonstrukcióját.

## A katonaorvosok fő feladatai
- a katonai alkalmasság vizsgálata
- a háborús övezetekben jellemző betegségek megelőzése és kezelése, például védőoltások, képzés
- a betegek tömeges beáramlásának kezelése, triázs(wd)
- fegyver vagy lőszer által okozott roncsolás, égési sérülés, illetve katonai műveletek által okozott vagy más tipikus sérülések orvosi diagnózisa és gyógykezelése,
- a bevetéssel összefüggő pszichiátriai betegségek és pszichés traumák kezelése,
- eljárások meghatározása a kezdeti segítségnyújtástól a szállításon át a sérült vagy beteg személyek végső ellátásáig.

A hadiorvoslás különleges kihívásai közé tartozik a helyszíni ellátás tábori körülmények között vagy rögtönzött létesítményekben, például sátorkórházakban. A katonaorvoslás területén végzett munkavégzés speciális képzettséget vagy tapasztalatot igényel, amely a polgári egészségügyi rendszerben nem szerezhető meg. A megfelelő ismereteket katonai egészségügyi képzés keretein belül lehet megszerezni.

## Elsősegélynyújtás és gyógyítás
Katonai konfliktusok helyszínén az elsődleges ellátás logisztikai és harcászati okok miatt erősen korlátozott. A 21. században a harctéri ellátás egyre gyorsabb és egységesebb elvek és gyakorlat mentén folyik, így a halandóság jelentősen csökkent. A fókuszban a lövések és a robbanások okozta sérülések állnak, az iraki és afganisztáni háborúkban például elsősorban az úgynevezett nem konvencionális robbanó- és gyújtószerkezetek, házi készítésű robbanóeszközök miatt.
A katonai elsősegélynyújtás során elsődleges a vérzéscsillapítás, a keringés stabilizálása és a nyomókötés alkalmazása. A gyorsabb evakuálás és a halálozás csökkenése miatt a modern háborúkban megnőtt az amputációk aránya.
Az amerikai hadsereg öt szakaszból álló ellátási rendszert alkalmaz a súlyos sérültek ellátására, ami átlagosan 3-4 napra rövidítette a sérüléstől az Egyesült Államokba szállításig tartó időt:
- I. szint: Harctéri ellátás, a katonatársak és orvosok által, elsősorban vérzéscsillapítás, intravénás folyadékbevitel és elsődleges elsősegélynyújtás.
- II. szint: A tábori kórház (Forward Surgical Facility) már korszerű traumakezelést, kezdeti sebészeti beavatkozásokat és stabilizálást végez. Ezt aztán gyors áttelepítés követi, nagyrészt helikopterrel.
- III. szint: A harctámogató kórházban (Combat Support Hospital) sor kerülhet további értékelésre és stabilizálásra, valamint az első végleges sebészeti beavatkozásokra és intenzív terápiás monitorozásra. A stabilizáció után a további transzfer speciálisan felszerelt repülőgépeken történhet.
- IV. szint: Ezekben a teljes körű ellátást nyújtó traumatológiai centrumokban traumasebészet, idegsebészet, mellkassebészet, hasi- és érsebészet működik, intenzív orvosi stabilizálás és radiológiai ellátás alkalmazható.
- V. szint: Ezek a maximális ellátást biztosító traumatológiai központok kizárólag az Egyesült Államokban találhatók. A legismertebb a Walter Reed Nemzeti Katonai Egészségügyi Központ a marylandi Bethesdában, vagy a texasi Fort Sam Houston-i San Antonio Katonai Egészségügyi Központ. Ezeken a helyeken rekonstrukciós és másodlagos beavatkozások zajlanak, ezt követi a rehabilitáció és a protézisok alkalmazása, személyre szabott művégtagok elkészítése.

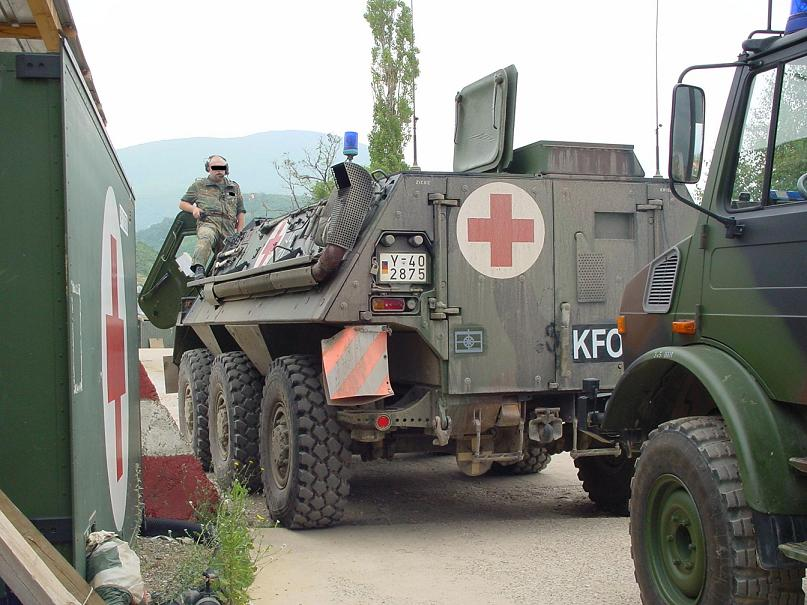
Német páncélozott sebesültszállító jármű Koszovóban
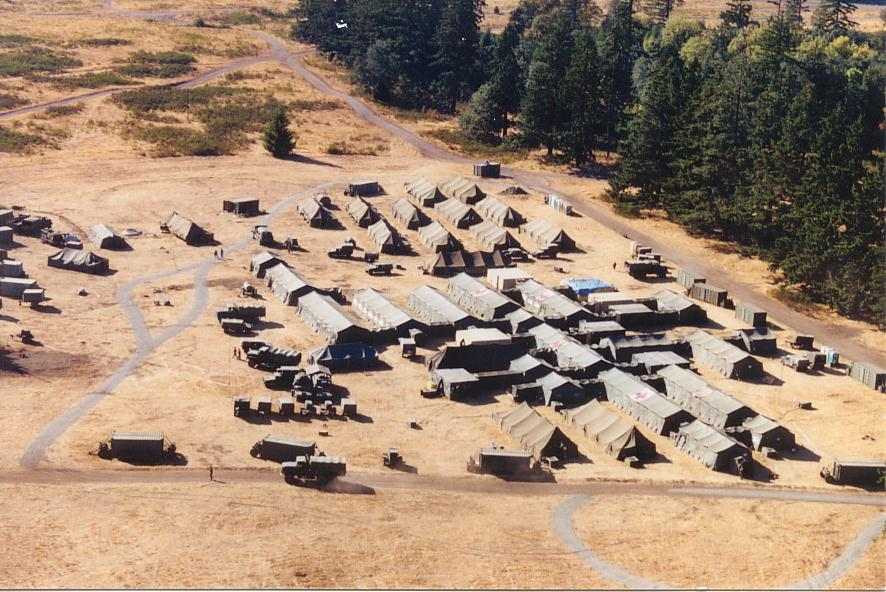
Amerikai tábori kórház (Combat Support Hospital) az ezredfordulón
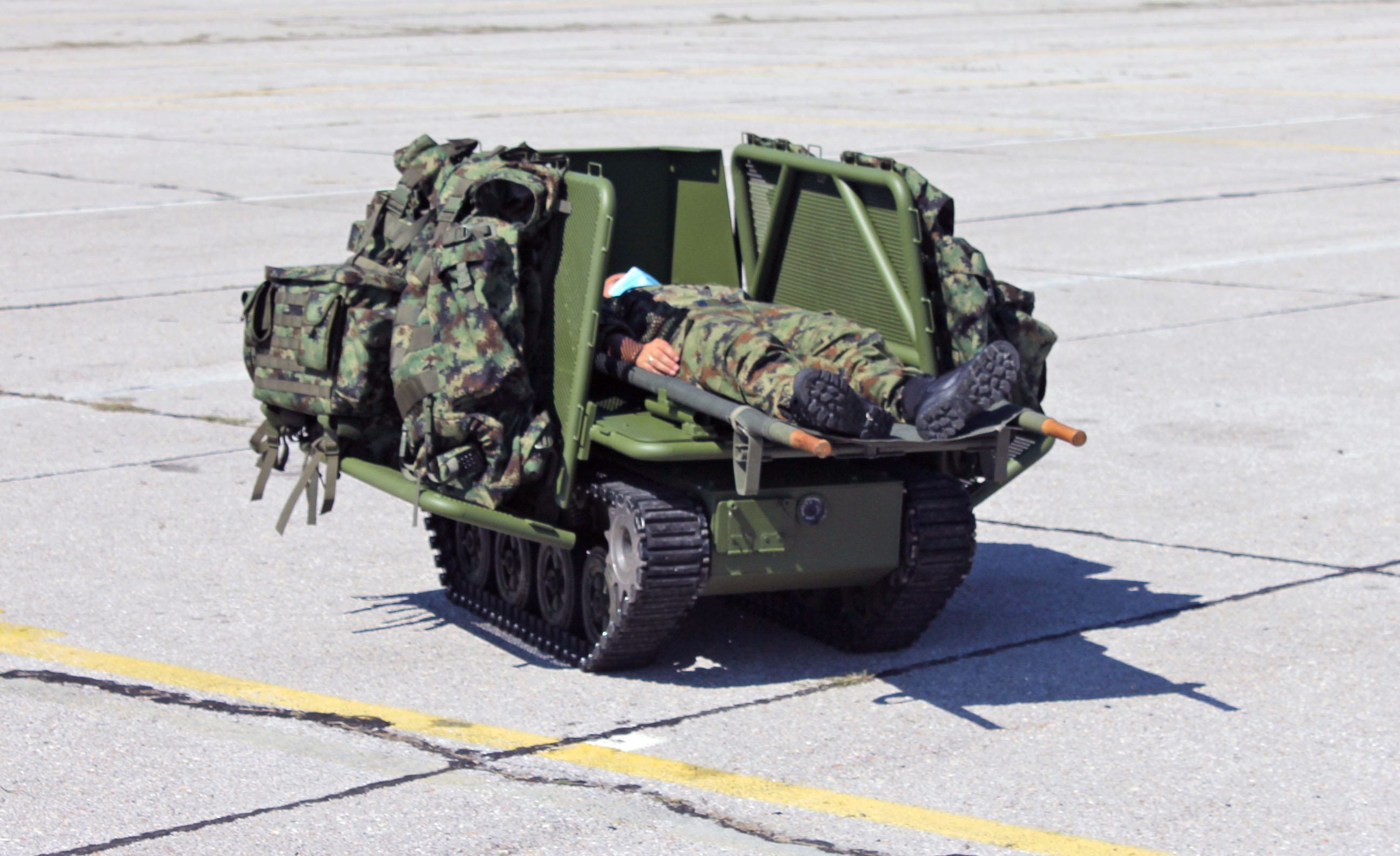
Katonai robot sebesültek kimentésére a tűzvonalból
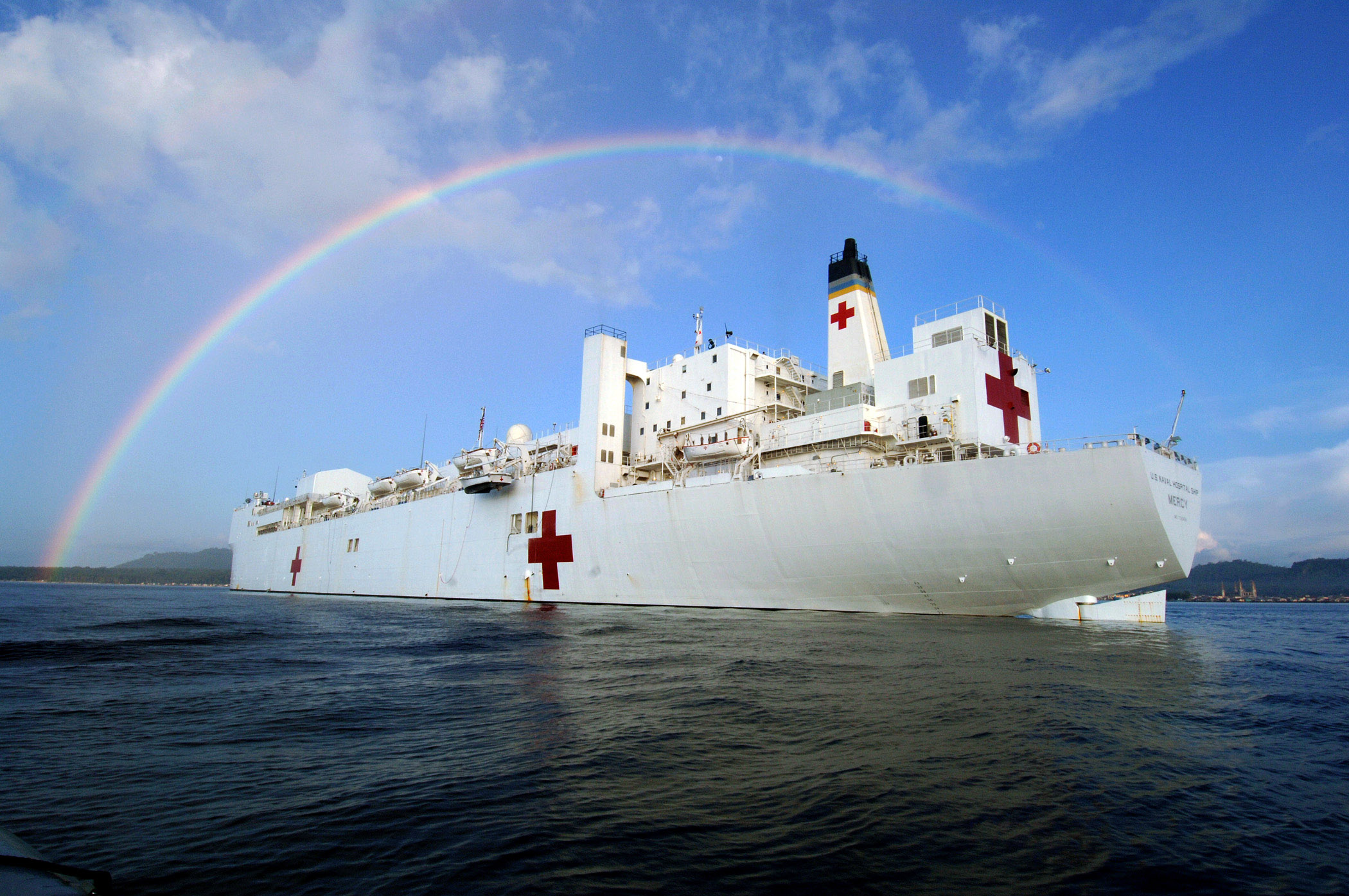
Amerikai kórházhajó

## Fordítás
- Ez a szócikk részben vagy egészben  a   Wehrmedzizin című német Wikipédia-szócikk ezen változatának fordításán alapul.  Az eredeti cikk szerkesztőit annak laptörténete sorolja fel. Ez a jelzés csupán a megfogalmazás eredetét és a szerzői jogokat jelzi, nem szolgál a cikkben szereplő információk forrásmegjelöléseként.
- Ez a szócikk részben vagy egészben  a   Military medicine című angol Wikipédia-szócikk ezen változatának fordításán alapul.  Az eredeti cikk szerkesztőit annak laptörténete sorolja fel. Ez a jelzés csupán a megfogalmazás eredetét és a szerzői jogokat jelzi, nem szolgál a cikkben szereplő információk forrásmegjelöléseként.
- Ez a szócikk részben vagy egészben  a(z)   Военная медицина című orosz Wikipédia-szócikk ezen változatának fordításán alapul.  Az eredeti cikk szerkesztőit annak laptörténete sorolja fel. Ez a jelzés csupán a megfogalmazás eredetét és a szerzői jogokat jelzi, nem szolgál a cikkben szereplő információk forrásmegjelöléseként.